# エアセクション

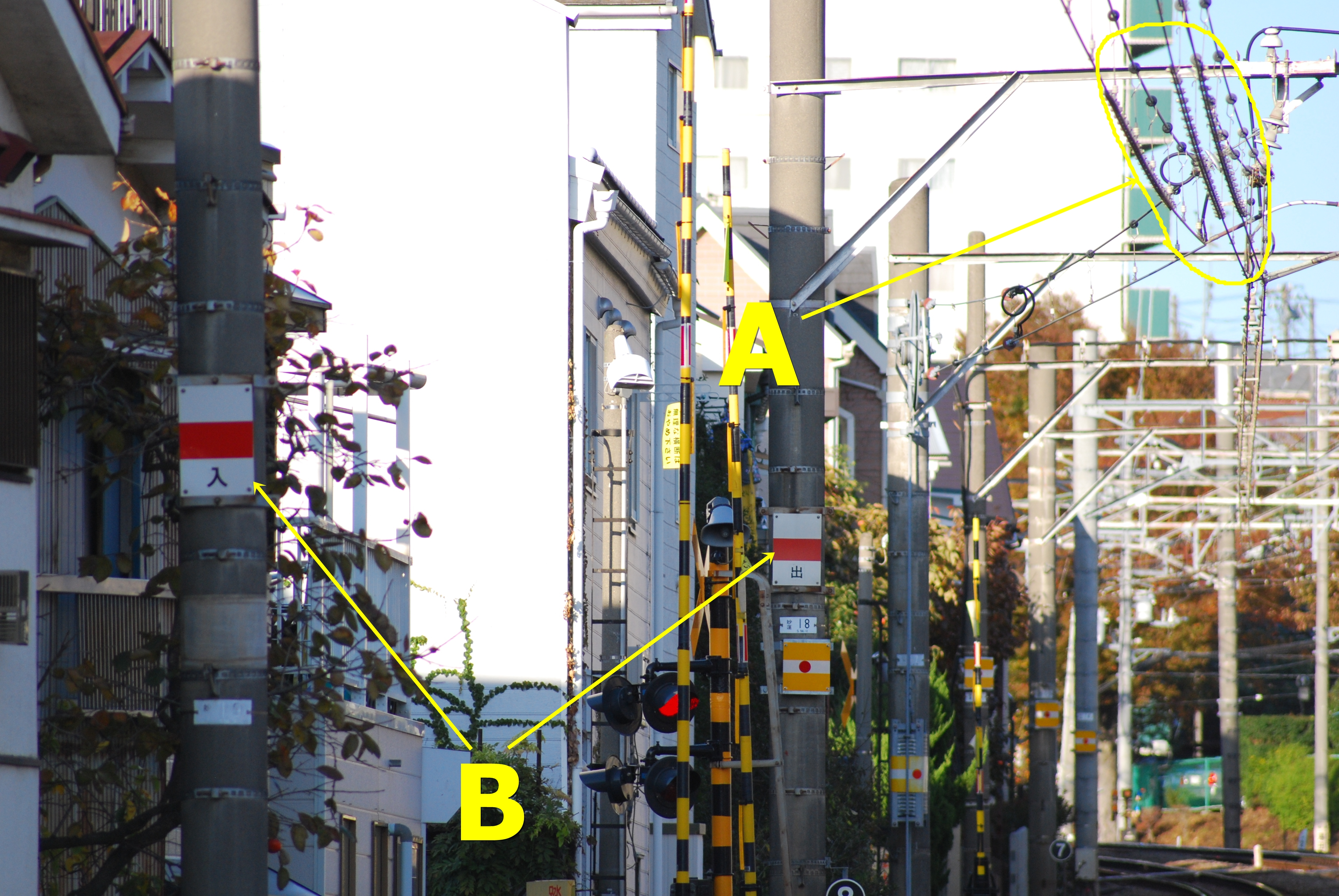
架線のエアセクション（A）と電車線区分標（B）

エアセクションは、電気鉄道の路線に電力を供給する変電所間で異なる電力系統を区分するため、あるいは保守点検上の理由で架線に設けられる設備のことである。
エアセクションは、基本的に直流電化区間において変電所から送られる電圧の饋電（きでん）区間と別の変電所から送られる同じ電圧の饋電区間との境に設置される設備である。両架線の終端部において、両架線の引留め箇所付近に碍子（がいし）を直列に取り付け、架線柱1 - 2スパンの間で空気を絶縁体として架線を並列に配置しており、並列区間での架線間の標準離隔は普通鉄道で300 mm、新幹線で500 mmとしている。
また、エアセクションと同じく、架線の吊架線に碍子とトロリー線に絶縁体となるFRP板を直列に配置して饋電区間を区分するFRPセクションと、交流電化区間で交流の位相差がない（同相である）場所では、架線に碍子を直列に配置し、トロリー線の部分にスライダーを設けて饋電区間を区分する碍子形同相セクションがある。両者とも、駅構内などの低速で通過する場所や、上下線の渡り線の架線に使用されている。
なおセクションの一種で、架線に給電されていないものはデッドセクションと呼ばれる。

## 運転操作
2本の架線の公称電圧は同電圧であっても、他の電車の走行など条件により多少の電位差が生じている。ここをパンタグラフが通過すると、並行する2本の架線が短絡してしまうが、通常の運転速度での通過、力行、回生ブレーキの使用などは問題ない。しかしエアセクション内に電車が停車してしまうとパンタグラフの摺板を通じて電流が流れ、接触部分の発熱で架線が軟化し断線に至る事故につながる。

### エアセクション内での断線事故
エアセクションにパンタグラフと架線が接触した状態で停車した場合、架線が断線する事故が発生することがあり、このような事故は「パンオーバー」と呼ばれる。
原因として、電位差のある両架線がパンタグラフによって短絡し、接触部の発熱によってトロリー線の強度が低下して自身の張力により破断する、あるいは離線によって架線とパンタグラフとの間にアークが発生し、このアークは両架線の短絡電流によって通常より増大するため、トロリー線が溶断するといったことが考えられる。
また、母線引き通しと呼ばれる、架線から安定して受電するため編成中のパンタグラフを電線（母線）で繋ぐ方式では、パンタグラフが直接エアセクションに掛からなくても、編成中にエアセクションが含まれればパンオーバーは発生しうると考えられる。
また、剛体架線など、エアセクション内で停車しても溶断が起きにくい、温度上昇に耐えうる架線も存在する。

### エアセクション内での停車操作
架線集電の電車と電気機関車は、基本的にエアセクション内に停車してはならない。しかし踏切支障報知装置の動作や防護無線の受信などによる緊急停車の場合、やむを得ずエアセクション内に停車することがある。
エアセクション内で停車してしまった場合、一旦編成中のすべてのパンタグラフを降下する。そして起動の際には編成中のパンタグラフを一斉に上昇させ、速やかにエアセクションを抜ける（許容される時間内であれば、エアセクション直下でのパンタグラフの上昇も問題は無いため）。
また、長時間運転再開が不可能な場合などで、車内の空調電源を確保する必要がある場合、または元空気ダメの空気圧が不足していて、コンプレッサーを運転してからでないと運転再開できない場合などでは、エアセクション外にあるパンタグラフのみ上昇させる場合もある。ただしこの場合はパンタグラフが降下している給電区分に対しての電源誘導の手配が別途必要となる。

### エアセクション標識
エアセクションが設けられている場所には、その存在を示すため「電車線区分標」または「セクション標識」という鉄道標識が掲げられる。運転士への注意喚起の観点から電車線区分標以外にも、エアセクション始端に「ここから」、区間内に「× 止まるな！」、セクション外停止位置票として「○ クリア」などといった標識をそれぞれ置く例がある。
東日本旅客鉄道（JR東日本）では、一部の路線にその路線の最大両数がセクションを超えて停止することが可能である位置を示す標識「セクション外停止位置標」を設置していたが、2007年6月22日に宇都宮線で発生した架線切断事故を受け、首都圏171箇所のエアセクション区間内の全ての電柱に注意喚起用の標識を設置するとともに、首都圏を走行する全ての車両に、低速でエアセクションに接近した際、音声で乗務員にエアセクション内に停車してはいけない旨を知らせる音声アラームを導入することを発表した。しかしその後も首都圏のATC区間では標識や音声アラームは設置されず、2015年8月4日に京浜東北線・根岸線で架線切断による停電事故が再発した（後述）。なお原因は異なるが、2017年にも京浜東北線のエアセクション区間で架線切断による停電事故が再発している。
西日本旅客鉄道（JR西日本）では、停止位置目標として「セクションクリア」と書かれた標識を設置している。セクションクリア両数を記す標識はその線区の電車の運転最大両数に応じたものになるが、例外として後補機となる電気機関車のパンオーバー対策の観点から梅田貨物線と瀬野八の区間では1300トン貨物列車の28両（本務機関車 + 貨車26両 + 後押機関車）に対応して標識を設置している。
東海旅客鉄道（JR東海）では東海道本線名古屋エリアは、一般車（普通・快速系）は最大8両であるが、16両編成（JR貨物M250系電車）対応で標識が設置されている。JR貨物の機関車は同区間では後補機を連結しないため最少の2両クリアで良い。

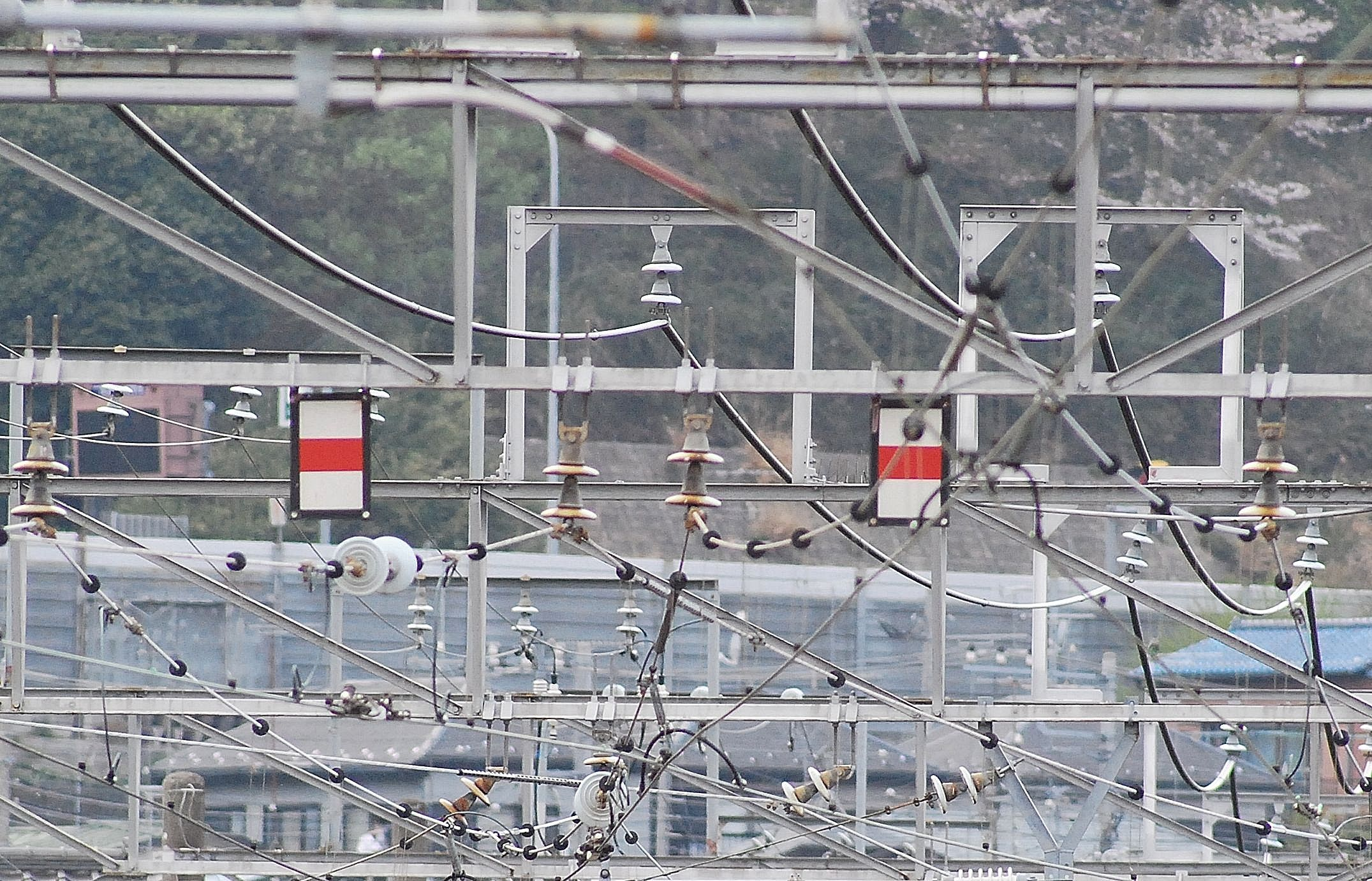
電車線区分標
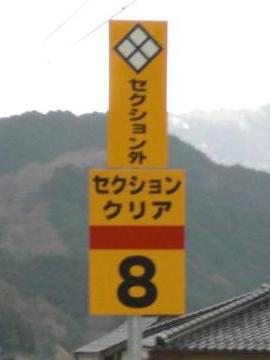
JR西日本のセクションクリア標識

## エアセクションでの事故・トラブル

### 2006年12月11日
- 京成電鉄 京成本線

谷津駅 - 大久保駅で架線が切断する事故が発生し、3時間にわたって運転を見合わせた。

### 2007年6月22日
- JR東日本 宇都宮線

大宮駅 - さいたま新都心駅間で、上り普通列車が信号現示に従い停車した際、現場付近に設置されていたセクション外停止位置標よりも手前で停車したため編成後部がエアセクション区間にかかり、架線が切断する事故が発生した。
その影響で当該線路を使用する宇都宮線、高崎線に加え、本来は直接支障のない並走路線の京浜東北線、湘南新宿ラインの各線、また湘南新宿ラインを通る快速むさしの号において、利用者の救済や関連したトラブル（停車中の列車内から非常用コックを操作し乗客が線路上に降りた）を含めた全ての復旧まで、約5時間にわたり全線でストップした。

### 2015年8月4日
- JR東日本 京浜東北線・根岸線

19時10分頃、横浜駅 - 桜木町駅間で運転士がエアセクション内で列車を停車させ、その後に運転を開始した際に短絡して火花が発生し、それにより架線が溶けて切断したため停電した。当日夜にはちょうど横浜みなとみらい地区で神奈川新聞花火大会が開催されており、電車が非常に混雑していたため被害が拡大、マスメディアでも大きく報道された。
これは、運転士が列車のD-ATC（デジタル式自動列車制御装置）の誘導に従えばセクション外で停車が可能だったのを、花火大会の影響で桜木町駅が混雑しており、列車の間隔が狭まっていた状況で先行列車に接近した。そのため運転士がD-ATCの誘導に従わず、手動により列車をエアセクション内に停車させたことが原因とされる。
また、JR東日本では2007年の同様の事故の反省から再発防止対策として、東海道線などではエアセクション内に停車しないよう運転士に注意を促す標識を設置してきたが、ATCを設置している京浜東北線では標識を設置していなかった。そのため運転士がエアセクション内であることを認識せず停車させたとみられる。
これにより長時間にわたり京浜東北線・根岸線が運行できなくなり、乗客約35万人に影響が出る事態となった。また事故現場は高架区間であるため、停電でエアコンの切れた車内に花火大会で満員だった乗客らが約1時間半閉じ込められ、JR東日本横浜支社によれば8人が熱中症などを訴え6人が救急搬送された。また京浜東北線は新子安駅付近でも立ち往生し、乗客らは線路上を歩いて避難したため、並走する東海道線・横須賀線でも一時運転を見合わせた。
翌日の8月5日には京浜東北線、横浜線で一時区間運休したが、午前5時半過ぎには全線で運行を再開した。

### 2015年11月16日
- JR西日本 神戸線

JR神戸線エアセクション内停車に伴う架線溶断事故。
作業員が屋根に登って作業をしている。右側の車両には切れて垂れ下がった架線による焦げ跡もみられる。

8時6分、神戸駅 - 元町駅間で、上り新快速電車（網干発野洲行）がエアセクション内に停車し、その後、再び動き出した際に発生した熱で架線が溶断されたため、須磨駅 - 灘駅間で停電が発生した。このため、西明石駅 - 大阪駅間の上り外側線で運転を見合わせた。
またこの影響で塩屋駅 - 須磨駅間においても、上り新快速電車（上郡発野洲行）と上り快速電車（網干発大阪行）が停車し、乗客の降車及び架線復旧のため、9時10分から姫路駅 - 芦屋駅間で運転を見合わせた。その後、12時15分に運転を再開した。この影響で150本の列車に運休・遅れが発生し、乗客約15万人に影響が出た（7時35分に住吉駅で発生した人身事故を含む）。

### 2017年6月21日
- JR東海 東海道新幹線

19時48分、京都駅 - 新大阪駅間の上下線にて瞬間停電が発生。その後19時53分に再度停電し上下線とも運転を見合わせた。送電の停止後に係員が点検したところトロリー線が断線し、断線した箇所に停車した東京発新大阪行き「のぞみ391号」と、先行した同「のぞみ241号」車体上部にアーク痕を含む穴やくぼみが見つかった。上り列車を救援列車として運転したのち、上下線とも送電を止めて架線を復旧し、翌22日0時54分に運転を再開。この影響により下り12本が部分運休。また停車列車を含む上下線63本に365分から172分の遅れが生じた。JR東海は7月13日、停車した「のぞみ241号」はエアセクションに掛かっており、トロリー線が過電流で赤熱軟化し断線したことが原因と発表した。
東海道新幹線ではエアセクションが短く、かつ交流型電車であることから架線内を流れる電流が少ないことから、エアセクション内の停車を特に制限していなかった。またセクション前後の架線が同じ電源になる「同相エアセクション」であることから、JR東海では断線まで至ると考えていなかった。今後はエアセクション区間を明示する標識を設置することとし、やむを得ずエアセクション内に停車した場合はパンタグラフを降下させてから移動することとした。事故当時は大雨により密度を詰めて運行しており、饋電区間内に列車が多数在線し、トロリー線を流れる電流が通常より増大していたことが事故の遠因となった。
その後セクション標識に5・12号車のパンタ対応で設置されている。

### 2017年12月16日
- JR東日本 京浜東北線

10時55分頃、京浜東北線の鶴見駅 - 川崎駅間で架線が切断、京浜東北線をはじめ並走する東海道線・横須賀線など列車92本が最大約7時間にわたり運転を見合わせ、約22万人に影響が出た。乗客約2,400人が停電した車内に約2時間ほど閉じ込められ、線路上を歩いて避難した。
JR東日本横浜支社によれば、架線切断は鶴見川の橋の上で発生し、東京方面の電車の架線が切れ、現場を通過した電車のパンタグラフを複数損壊させた。
事故原因は、同日未明に実施した架線の位置を調整する工事のミスで、2本の架線の間隔を十分に確保しなかったため、電車の振動で架線同士が金具を介して接触して短絡し、架線を吊るす補助吊架線が切れ、車両のパンタグラフが損壊したことによる。

### 2022年12月18日
- JR東海 東海道新幹線

12時58分頃、東海道新幹線豊橋駅 - 名古屋駅間の上下線で停電が発生し、運行を見合わせた。13時22分に一旦運行を再開したものの、JR東海が調査したところ、下り線に於いて架線の吊架線が断線しており、下り線は再度運行を見合わせ、17時には再度運行を再開したものの、終日に亘ってダイヤが混乱した。同社では事故原因について、架線のトロリ線を吊るハンガの下部が折損し、エアセクション内でトロリ線と吊架線が短絡し、吊架線が断線したためと結論付けた。

## ゲームにおけるエアセクション
列車運転シミュレーションゲームにも、エアセクションが登場するものがある。
- Train Simulator Real THE 京浜急行、Train Simulator 京成・都営浅草・京急線
  - エアセクションが登場する。ここで停車すると運転中止となる。

- 電車でGO!シリーズ
  - エアセクション内を惰行で通過すると加点される（力行時は何もなし）が、セクション内で停車すると減点される（作品によっては減点されないが、再発車ができなくなりプレイ続行が不可能になる）。
  - アーケードゲーム版「電車でGO!!」、家庭用ゲーム機版の「電車でGO!!はしろう山手線」で は中央・総武緩行線に実装されており、運転評価という形で加点される。